# Матрац Рено
Матрац Рено (англ. Reno mattress, фр. matelas Reno) — разновидность габиона, основным предназначением которого является укрепление берегов и защита склонов от эрозии.

## История появления
Считается, что подобное сооружение впервые применено для ликвидации последствий разлива реки Рено близ города Болонья (Италия) в 1893 году. Впоследствии такой тип конструкции был запатентован в начале XX века семьёй Маккаферри и стал называться габионом Маккаферри (Maccaferri gabion).

## Производство и технические характеристики изделия
В качестве материала для изготовления каркаса применяется стальная проволока, покрытая слоем оцинковки и ПВХ. При изготовлении согласно ГОСТ Р 52132-2003 применяется металлическая сетка двойного кручения с шестиугольными ячейками. Двойное кручение сетки обеспечивает прочность и равномерность распределения нагрузок.
Типовые размеры матраца Рено: длина — от 3 до 6 м (3, 4, 5, 6), ширина — 2 м, высота — 0,17; 0,23; 0,3 м.

## Конструктивные особенности
Главной конструктивной особенностью матраца Рено является его увеличенные габариты в сравнении с обычным габионом. Эта конструкция может служить основанием для габионов, но самостоятельно для строительства высоких сооружений не применяется. Благодаря прочности и большой площади поверхности матрац Рено хорошо зарекомендовал себя в укреплении насыпей и дна водоёмов.
Наполнение матраца Рено варьируется в зависимости от конкретной задачи. Главное требование к каменному наполнению — камни должны превосходить размеры ячейки сетки. Для наполнения применяются речная или морская галька, гранитный щебень, ракушечник, горные породы.
Благодаря своей конструктивной гибкости габионная конструкция гармонично вписывается в ландшафт любой местности. Система габионов способна выдерживать большие нагрузки и хорошо противостоит оползням и селям.